# نادي 12 أكتوبر لكرة القدم
نادي 12 أكتوبر لكرة القدم هو نادي كرة قدم باراجواياني من مدينة إيتاجوا ويلعب حاليًا في دوري الدرجة الثانية لكرة القدم في باراجواي . تأسس النادي عام 1914، الملعب الرئيسي للنادي هو ملعب لويس ألبرتو ساليناس تاناسيو.

## تاريخ
تأسس النادي في 14 أغسطس 1914 من قبل عائلة تاناسيو. تم اختيار اسم النادي، 12 أكتوبر، احتفاء بمناسبة يوم كولومبوس. أما ألوان النادي فكانت تصويرًا لزهور كانت لدى أحد معلمي المدرسة. لعب الفريق في الدوريات المحلية منذ تأسيسه حتى صعوده إلى الدرجة الأولى ب في عام 1996. وفي العام التالي، فازوا ببطولة الدوري الوسيط ليصعدوا إلى الدرجة الأولى.
في عام 2001، احتلوا المركز العاشر في Apertura والثالث في Clausura. كان وضعهم في بطولة الكلاوسورا مؤهلاً لهم للمشاركة في بطولة الدوري، والتي فازوا بها ومنحتهم مكاناً في بطولة كوبا ليبرتادوريس 2002 . وفي البطولة، خرجوا من مرحلة المجموعات بعد حصولهم على المركز الثالث في المجموعة التي ضمت جريميو، وسينسيانو، وأورينتي بيتروليرو . ومع ذلك، فقد تمكنوا من تسجيل ثلاثة انتصارات: 1-0 ضد فريق جريميو القوي وسينسيانو، و3-2 ضد أورينتي بيتروليرو.
في موسم 2002، احتلوا المركز الثاني في بطولة Apertura خلف سبورتيفو لوكوينو وفازوا ببطولة Clausura لكنهم خسروا في المباراة النهائية ضد Lليبرتاد بنتيجة 2-6 في مجموع المباراتين. وعلى الرغم من خسارتهم للنهائيات، فإن ترتيبهم الإجمالي، الذي كان الأول في جدول الترتيب الإجمالي، منحهم مكانًا في كوبا ليبرتادوريس 2003، حيث خرجوا بعد احتلالهم المركز الأخير في مرحلة المجموعات والفوز بمباراة واحدة فقط ضد نادي إل ناسيونال الإكوادوري.
في عام 2007، وصل فريق 12 أكتوبر إلى الجولة الأخيرة من بطولة الكلاوسورا، بعد أن قدم موسمًا سيئًا، وكان على بعد خطوة واحدة من الهبوط. كان عليهم أن يلعبوا ضد منافسهم على البقاء، نادي سبورتيفو ترينيداد. الفوز فقط هو الذي يمكنه إنقاذ النادي. وفي الدقيقة 85، سجل فريق ترينيدادنسي هدف الفوز ليتقدم 1-0. ولكن في الدقائق الأخيرة من المباراة عندما بدا وكأن هبوطهم أصبح مضمونًا، انقلبت النتيجة بهدفين من دييغو ميراندا وإلفيس ماريكوس، وانتهت المباراة بنتيجة 2-1. في الوقت الحالي كان النادي ينقذ نفسه من الهبوط ولكن كان لا يزال يتعين عليه اللعب ضد نادي الجنرال دياز من مدينة لوكي. فاز فريق الجنرال دياز في مباراة الذهاب بنتيجة 2-1 في لوكي. وفي الشوط الأول من مباراة الإياب، كانت النتيجة 2-2 (3-4 في مجموع المباراتين)، وهو ما وضع 12 أكتوبر في موقف صعب مرة أخرى. لكن بفضل الجهود الكبيرة ودعم الجماهير، نجحوا في قلب الأمور إلى فوز 4-2 (5-4 في مجموع المباراتين) بأهداف من هوجو نوتاريو، وفرانسيسكو إستيشي، ودييجو ميراندا، ودومينجو أورتيز. وقد ضمن لهم هذا الفوز البقاء في الدرجة الأولى للموسم التالي.
في عام 2009، بعد إنهاء الموسم بثاني أسوأ معدل نقاط في المواسم الثلاثة الأخيرة، اضطر الفريق مرة أخرى إلى خوض مباراة لتحديد الصعود أو الهبوط. واجهوا فريق سبورت كولومبيا، حيث خسروا بنتيجة 3-0 بركلات الترجيح بعد التعادل 3-3 في مجموع المباراتين. وهذا يعني أن فريق 12 أكتوبر هبط إلى دوري الدرجة الثانية بعد 11 عامًا في الدوري الممتاز.
في عام 2010، كان لدى الفريق موسم غير منتظم في الدرجة الثانية، حيث وصل إلى أعلى وأسفل الجدول لكنه أنهى الموسم في منتصف الجدول. في موسم 2011، تم تعيين خاسينتو إليزيتشي مديراً للفريق، على الرغم من أن النتائج السيئة طوال الموسم أدت إلى إقالته. وخلفه إستانيسلاو ستراويه كمدير فني، لكن النتائج تحت قيادته لم تتحسن، وهبط الفريق إلى الدرجة الثالثة في ذلك الموسم، وتم إقالة ستراويه أيضًا.
في عام 2012، في أول مشاركة لهم في دوري الدرجة الثالثة، فازوا بالبطولة بعد أن خسروا 3 مباريات فقط. وبذلك عادوا إلى دوري الدرجة الثانية في عام 2013 بعد غياب لمدة عام واحد فقط.
كان موسم 2013 جيدًا للنادي. احتل المركز الثاني خلف بطل الدوري نادي 3 فبراير، وحقق الصعود مرة أخرى إلى الدرجة الأولى لموسم 2014.

## الملعب
تم افتتاح الملعب في عام 1965 ويبلغ سعته 10 آلاف متفرج. كان يُسمى Estadio Juan Canuto Pettengill حتى عام 2016، عندما تم تغييره إلى Estadio Luis Alberto Salinas Tanasio تكريماً للويس ساليناس، الرئيس السابق للنادي. تم توسيع الملعب بإضافة المدرج الشرقي في عام 2003.

## الألقاب
- الدوري الباراغواياني الممتاز
  - الأبطال: بطولة الختام لعام 2002
  - الوصيف: بطولة 2002 المفتوحة
- دوري الدرجة الثانية الباراغواياني
  - الأبطال (1): 1997
  - الوصيف (2): 2013، 2019
- دوري الدرجة الثالثة الباراغواياني
  - الأبطال (2): 2012، 2018